# 2001 au Manitoba
Chronologie du Manitoba
- 1997
- 1998
- 1999
- 2000
- 2001
- 2002
- 2003
- 2004
- 2005

Cette page concerne des événements d'actualité qui se sont produits durant l'année 2001 au Manitoba, une province canadienne.

## Politique
- Premier ministre : Gary Doer
- Chef de l'Opposition :
- Lieutenant-gouverneur : Peter Michael Liba (en)
- Législature :